# Haus Seeblick
Das Haus Seeblick in Schwerin wurde 1909 zunächst als „Städtisches Armenhaus“ und „Städtisches Alters- und Pflegeheim“ am Westufer des Schweriner Sees errichtet. Es war später Frauenklinik, Bezirkshygieneinstitut und ist jetzt Wohnhaus und Prüflabor für Medizinprodukte und Desinfektionsmittel (HygCen Germany GmbH).

## Vorgeschichte
Armenpflege war seit dem Mittelalter eine kommunale Aufgabe. 1822 wurde das 1788 errichtete „Domanial-Armenhaus“ ersetzt durch einen Fachwerkbau mit einem angeschlossenen Krankenhaus. Das Haus war geprägt durch Nüchternheit und minimalen Bauaufwand. Es sollte „altersschwachen und armen, in Schwerin unterstützungsberechtigten Personen, welchen wegen Arbeitsunfähigkeit ein Unterkommen und die Möglichkeit der Selbsterhaltung fehlt, Obdach und die nothdürftige Nahrung und Kleidung gewähren“, sowie „Personen, wenn sie, obwohl arbeitsfähig, sich nicht ernähren können und durch Faulheit, Liederlichkeit, Betteln oder sonstige tadelnswerthe Eigenschaften der Commüne zur Last fallen, durch Arbeit […] Gelegenheit geben, sich an ein ordentliches und arbeitsames Leben zu gewöhnen.“[1]
1907 begannen die Planungen für einen Neubau.

## Baumeister und Bauwerk
Der Schweriner Stadtbaurat Paul Ehrich (1870–1942) hatte Bauwesen an der Königlich Technischen Hochschule in Charlottenburg studiert und war seit 1902 im Amt. Er war verantwortlich für die Planung. 1909 wurde der aus der städtischen Armenkasse finanzierte Bau in seiner Doppelfunktion als „Armenhaus“ und „Alters- und Pflegeheim“ übergeben und mit Bädern, elektrischer Beleuchtung und Heizung als „hochmodern“ gelobt.
Stilistisch ist der Bau im Sinne der Heimatschutzbewegung in die Neostile einzuordnen. Die beiden zweigeschossigen Häuser über einem hohen Sockelgeschoss sind durch einen Querriegel verbunden. Jedes Haus besitzt zwei leicht vorgesetzte Seitenrisalite, die sich am Nordgiebel in L-Form zu einer weiteren Hausfront im selben Duktus verlängern. Das Dachgeschoss war zunächst durch Gauben und Fenster in den Giebeln für eine Nutzung ausgestattet. Helle Eckbossierungen und umlaufende Putzsimse zwischen den Geschossen gliedern den ansonsten backsteinsichtigen dunklen Baukörper vertikal und horizontal. Freitreppen zu den einzelnen Gebäudesegmenten geben dem Bau etwas herrschaftlichen Anstrich. Fenster und Außentüren haben im ersten Obergeschoss einen halbrunden Abschluss. Im zweiten Obergeschoss sind die Fenster mit einer geraden profilierten Verdachung versehen. Die Putzrahmungen der Fenster und Türen heben sich ebenfalls hell von dem dunklen Mauerwerk ab. Insgesamt zeigt das Gebäude eine ausgewogene Harmonie des gesamten Baukörpers. Schriftzüge in den beiden rechten nach Osten gerichteten Seitenrisaliten bezeichneten die Funktionen der Gebäudeteile in dunkler Schrift.

## Funktion und Nutzung
Zunächst waren im Armenhaus 67 Erwachsene und 15 Kinder, im Alters- und Pflegeheim 32 Erwachsene und ein Kind untergebracht. Die Belegung war einer ständigen Fluktuation unterworfen und pegelte sich bei etwa 80 Personen ein. Die Oberaufsicht und Verwaltung erfolgten durch das Wohlfahrtsamt. Die Stadt setzte eine nebenamtliche Direktion ein. Das Personal bestand aus dem Verwalter und einem Aufseher. Zwei Schwestern waren nur für das Pflegeheim zuständig. Die „Häuslinge“ des Armenhauses waren unter haftähnlichen Bedingungen zur Viehhaltung, Garten- und Feldarbeit oder Straßenreinigung verpflichtet. Fabrikate für den Verkauf sollten hergestellt werden. Die „Pfleglinge“ durften arbeiten.

## Fürsorgehaus, Alters- und Pflegeheim bis 1946
Nach dem Ersten Weltkrieg wurde die Bezeichnung offiziell in „Städtisches Fürsorgehaus, Alters- und Pflegeheim“ geändert, blieb aber getrennt. In der Folge des Krieges nahm die Belegung des Hauses stark zu und stieß mit täglich etwa 90 Personen an ihre Grenzen. Die Fluktuation stieg. Trotz Notstandsarbeiten und anderer Beschäftigungsmaßnahmen nahm die Zahl der Unterstützungsbedürftigen während der Weltwirtschaftskrise erneut dramatisch zu. Die „Häuslinge“ waren weiterhin zur Arbeit verpflichtet, während die „Pfleglinge“ zur Arbeit herangezogen werden konnten. Unter der Herrschaft der Nationalsozialisten änderte sich vor Kriegsbeginn nichts an dieser Situation. 1943 wurde das Fürsorge- und Pflegehaus zum Hilfskrankenhaus umgestaltet und erhielt zusätzlich 140 Betten für eine Infektionsstation, was die ohnehin stark ausgelastete Anstalt überforderte. 35 Bewohner des Altersheims wurden in ein ehemaliges Kinderheim verlegt. Im Desinfektionsgebäude auf dem Hof wurden auch Kriegsgefangene und Zwangsarbeiter entlaust.

## Frauenklinik bis 1956
Das Haus wurde nach Kriegsende als Alters- und Pflegeheim zunächst weitergeführt. Das Hilfskrankenhaus blieb in den Räumen und konzentrierte sich auf die Behandlung von Knochentuberkulose. Ab 1947 wurde der Gebäudekomplex dann ausschließlich als Krankenhaus genutzt und unterstand dem Stadtkrankenhaus. Erstmals wurde die Bezeichnung „Haus Seeblick“ genutzt. 1952 wurde der Ausbau zu einer Frauenklinik mit 150 Betten für Gynäkologie und Geburtshilfe übergeben. Dabei wurde die innere Struktur des Hauses innen völlig verändert. Es blieb aber in der Fassade bestehen. Die Klinik bildete auch „Säuglingshilfsschwesternlehrlinge“ aus, die von einer Oberärztin angeleitet wurden. Eine neue Errungenschaft bildete 1955 die Frauenmilchsammelstelle.

## Frauenklinik im Bezirkskrankenhaus
1956 wurde durch eine „Rahmenkrankenhausordnung“ das städtische Bezirkskrankenhaus (BKH) gebildet. Zur Frauenklinik im „Haus Seeblick“ gehörten die Abteilungen für Gynäkologie und Geburtshilfe, Frühgeburten mit 171 Betten und die Frauenmilchsammelstelle. Im Sommer 1960 wurden in der Klinik Drillinge geboren. Das Dachgeschoss des Haupthauses wurde ausgebaut, Fenster und Türen erneuert. 1972 kam im „Haus Seeblick“ die 100.000. Einwohnerin Schwerins zur Welt. 1973 konnten ein neuer Kreißsaaltrakt im Souterrain und ein außen angebauter Fahrstuhl übergeben werden. Die jährliche Geburtenzahl betrug etwa 1700 und stieg bis 1978 auf etwa 2500. 1980 erhielt die Frauenklinik einen Neubau.

## Bezirkshygieneinstitut und -inspektion 1980–1989
Der Rat des Bezirkes Schwerin übernahm das Gebäude 1980 von der Stadt und bereitete mit hohen Investitionen die Nutzung als Bezirkshygieneinstitut und Bezirkshygieneinspektion mit Labor- und Büroräumen für ca. 200 Beschäftigten vor. Dazu wurde das Dachgeschoss völlig umgebaut. Zu den Aufgaben gehörten Immunologie mit Impfstellen und Forschungen in diesem Bereich, Gesundheitsaufklärung, Arbeitshygiene, Lebensmittelsicherheit, Umweltfragen und Verbraucherschutz, sowie die Aus- und Fortbildung von medizinisch-technischen Laborassistentinnen, Hygieneinspektoren und Hygieneärzten im Bezirk Schwerin. 1984 wurde das Haus für diese Funktionen übergeben. Viele der sensiblen Daten und Forschungsergebnisse unterlagen in der DDR strenger Geheimhaltung.

## Haus Seeblick nach 1990
Einen Teil der Aufgaben übernahmen nach 1990 zunächst die Gewerbeaufsicht, die Arzneimittelüberwachungs- und -prüfstelle und das Landesgesundheitsamt Mecklenburg-Vorpommern in Schwerin. Mit der Schaffung des Landesamt für Gesundheit und Soziales (LAGUS) 2006 wurde das Gebäude, das auch nicht mehr „Haus Seeblick“ hieß, geräumt. Die äußere Erscheinung des Hauses wurde unter Denkmalschutz gestellt. In der denkmalpflegerischen Zielstellung heißt es: „Der vorhandene denkmalgeschützte Bestand des Haus Seeblick stellt ein bedeutsames, sozialgeschichtliches Kulturdenkmal dar, welches den sozialen Fürsorgegedanken dokumentiert.“[2]
Nach einigen Jahren Leerstand erwarb das akkreditierte Prüflabor HygCen Germany GmbH 2018 den Gebäudekomplex. Hier werden Qualitätssicherungsprüfungen für Hersteller von Medizinprodukten und Desinfektionsmitteln vorgenommen (Aufbereitbarkeit und biologische Verträglichkeit von Medizinprodukten, sowie die Wirksamkeit von Desinfektionsmitteln).
Die Nutzung des Gebäudes wurde in einen Trakt für Eigentumswohnungen und in den Trakt für das Prüflabor geteilt.